# 麦克伦尼 (佛罗里达州)
麦克伦尼（英語：Macclenny）是美国佛罗里达州貝克縣下属的一座城市。建立于1939年。面积约为8.5平方公里（约合3.3平方英里）。根据2020年美國人口普查，该市有人口7,304人。论人口在本州排行第192。